# Леди Бёрд (фильм)
«Леди Бёрд» (англ. Lady Bird) — американский комедийно-драматический фильм режиссёра и сценариста Греты Гервиг, вышедший на экраны в 2017 году. Главные роли исполнили Сирша Ронан, Лори Меткалф, Трейси Леттс Лукас Хеджес и Тимоти Шаламе. Мировая премьера фильма состоялась 1 сентября 2017 года на Международном кинофестивале в Теллуриде. В американский прокат лента была выпущена компанией A24 3 ноября 2017 года. Выход фильма в России в ограниченном прокате состоялся 3 марта 2018 года, широкий прокат начался 15 марта 2018 года.
Фильм был удостоен двух премий «Золотой глобус» в категориях «Лучший фильм — комедия или мюзикл» и «Лучшая актриса — комедия или мюзикл» (Сирша Ронан), а также получил две номинации в категориях «Лучшая актриса второго плана» (Лори Меткалф) и «Лучший сценарий» (Грета Гервиг). На 90-й церемонии вручения наград премии «Оскар» фильм был номинирован на пять премий в категориях «Лучший фильм», «Лучший режиссёр» (Грета Гервиг), «Лучшая актриса» (Сирша Ронан), «Лучшая актриса второго плана» (Лори Меткалф) и «Лучший оригинальный сценарий» (Грета Гервиг). Кроме того, картина была номинирована на три награды Британской академии BAFTA в категориях «Лучшая актриса» (Сирша Ронан), «Лучшая актриса второго плана» (Лори Меткалф) и «Лучший оригинальный сценарий», а также на три награды Американской Гильдии киноактёров в категориях «Лучшая актриса» (Сирша Ронан), «Лучшая актриса второго плана» (Лори Меткалф) и «Лучший актёрский ансамбль в полнометражном фильме».
Прозвище главной героини, давшее название фильму, — Божья коровка — взято из «потешки Матушки Гусыни» Ladybird Ladybird.

## Сюжет
Кристин «Леди Бёрд» Макферсон в 2002 году учится в выпускном классе католической школы в Сакраменто, штат Калифорния. Она хочет продолжить обучение в престижном колледже в «городе с культурой» на восточном побережье США. Однако её семья испытывает финансовые трудности, так как отец остался без работы, а мать-медсестра мало зарабатывает.
Леди Бёрд и её лучшая подруга Джули присоединяются к школьному театру, где Леди Бёрд встречает мальчика по имени Дэнни О’Нилл. У них завязываются романтические отношения. К огорчению матери, Леди Бёрд соглашается на приглашение Дэнни отпраздновать День благодарения в шикарном особняке его бабушки. Их роман заканчивается, когда Леди Бёрд обнаруживает, что Дэнни целуется с мальчиком в мужском туалете.
Леди Бёрд устраивается на работу в кафе, где знакомится с молодым музыкантом Кайлом. После начала с ним романтических отношений Леди Бёрд перестаёт общаться с Джули. Учительница, сестра Сара, штрафует Дженну, одну из самых популярных девушек в школе, за ношение мини-юбки. Леди Бёрд предлагает Дженне отомстить монахине, и они украшают её автомобиль свадебной атрибутикой и надписью «Только что вышла замуж за Иисуса».
Леди Бёрд уходит из театрального кружка. В кафе она успокаивает Дэнни, который боится совершить каминг-аут и признаться в том, что он гей. Дженна неожиданно решает прийти к Леди Бёрд в гости, но выясняет, что подруга соврала ей насчёт адреса и выдала за свой дом особняк бабушки Дэнни. Леди Бёрд теряет невинность вместе с Кайлом, который утверждает, что тоже является девственником, но после секса отрицает это.
Леди Бёрд отправляет заявления о поступлении в колледжи восточного побережья США, хотя её мать настаивает на том, что семье такие траты не по карману. К радости Леди Бёрд, девушку помещают в список ожидания одного из колледжей Нью-Йорка. Она отправляется на выпускной вечер в школе с Кайлом, Дженной и парнем Дженны, но потом Кайл предлагает вместо этого поехать на вечеринку. Леди Бёрд сначала соглашается, но затем просит отвезти её к Джули, и девушки вместе идут на выпускной.
Мать Леди Бёрд обнаруживает, что после окончания учебного года дочь за её спиной поступила в университет и собирается переехать в Нью-Йорк, и перестаёт разговаривать с ней. На восемнадцатый день рождения Леди Бёрд отец вручает дочке кекс со свечкой и шутит, что не будет разводиться с её матерью, так как они не могут позволить себе развод. Чтобы отпраздновать совершеннолетие, Леди Бёрд покупает пачку сигарет, лотерейный билет и журнал Playgirl. Она также успешно сдаёт на водительские права. Леди Бёрд узнаёт, что её зачислили в колледж Нью-Йорка и что она может позволить себе обучение благодаря стипендии и финансовой помощи отца.
Родители отвозят Леди Бёрд в аэропорт, но мать отказывается провожать её на самолёт. Вскоре она передумывает и возвращается в аэропорт, но уже не застаёт дочь.
В Нью-Йорке Леди Бёрд находит в чемодане конверт с письмами, написанными её матерью и заботливо сохранёнными её отцом. Она снова начинает использовать своё настоящее имя. Перебрав со спиртным на вечеринке, Кристин попадает в больницу в состоянии сильного алкогольного опьянения. Выйдя из больницы, она посещает воскресную церковную службу, после чего звонит домой и извиняется перед матерью.

## Актёрский состав
- Сирша Ронан — Кристин «Леди Бёрд» МакФерсон
- Лори Меткаф — Мэрион МакФерсон
- Трейси Леттс — Ларри МакФерсон
- Лукас Хеджес — Дэнни О’Нилл
- Тимоти Шаламе — Кайл Шейбл
- Бини Фелдштейн — Джулианна «Джули» Стеффанс
- Лоис Смит — Сестра Сара Джоан
- Стивен Хендерсон — Отец Левиач
- Одейя Раш — Дженна Уолтон
- Джордан Родригес — Мигель МакФерсон
- Мариэль Скотт — Шелли Юхан
- Джон Карна — Грег Анри
- Джейк Макдорман — мистер Бруно
- Бэйн Гибби — Кейси Келли
- Лора Марано — Дайана Гласс
- Мариетта ДеПрима — мисс Пэтти
- Дэниэл Дзоватто — Джона Руиc
- Кристен Клоук — мисс Стеффанс
- Энди Бакли — дядя Мэттью
- Кэтрин Ньютон — Дарлин Белл
- Майра Тёрли — Сестра Джина
- Боб Стивенсон — Отец Уолтер

## Производство

### Разработка
Гервиг провела за написанием сценария несколько лет. В какой-то момент количество его страниц превысило 350, а сам фильм имел рабочее название «Матери и дочери». В 2015 году Гервиг и её команда получили финансирование от компании IAC Films, которая занялась продюсированием картины совместно с компанией Scott Rudin Productions Скотта Рудина. Менеджер Гервиг, Эвелин О’Нилл, также выступила продюсером фильма.
Гервиг описала фильм как полу-автобиографичный, но в то же время отметила, что «ничего из этого фильма не происходило в её жизни, однако в нём есть ядро истины, которое резонирует с тем, что она знает». Для того, чтобы подготовить актёров и съёмочную команду, Гервиг дала им свои школьные альбомы, фотографии, журналы и работы Джоан Дидион, а также устроила тур по своему родному городу. Она сказала оператору Сэму Леви, что хочет, чтобы фильм казался «воспоминанием», и что она «стремилась создать фильм наподобие „Четыреста ударов“ и „Отрочества“, но с женщиной в главной роли». Это первый фильм, снятый Гервиг в одиночку; в 2008 году она выступила сорежиссёром фильма «Ночи и выходные» совместно с Джо Сванбергом.

### Кастинг
В сентябре 2015 года Гервиг встретилась с Сиршей Ронан на Международном кинофестивале в Торонто, где они представляли свои фильмы «План Мэгги» и «Бруклин» соответственно. Они пробежались по сценарию в номере отеля; в процессе читки Гервиг поняла, что Ронан — правильный выбор для главной роли. В январе 2016 года Ронан официально присоединилась к фильму. Гервиг встретилась с Лукасом Хеджесом и предложила ему самостоятельно выбрать из мужских ролей. Он выбрал роль Дэнни, посчитав, что будет неубедительно смотреться в роли Кайла, а также потому, что Дэнни ему ближе. Лори Меткалф присоединилась к фильму после того, как Гервиг увидела её выступление в театре. Трейси Леттс, Тимоти Шаламе, Бини Фелдштейн, Джон Карна и Джордан Родригес присоединились к актёрскому составу в сентябре 2016 года.

### Съёмочный процесс
Съёмки фильма должны были начаться в марте 2016 года, однако были отложены до августа, поскольку Ронан была занята в постановке пьесы «Суровое испытание» Артура Миллера. Съёмочный процесс начался 30 августа 2016 года в Сакраменто, Калифорния. Отдельные сцены фильма также были отсняты в Лос-Анджелесе и Нью-Йорке. Гервиг хотела снимать фильм на киноплёнку «Супер-16», но ввиду ограниченных бюджетных средств остановилась на Arri Alexa Mini. Конечный вариант фильма имеет цифровой шум, созданный для того, чтобы фильм приобрёл эффект фотографии.
Для роли Ронан покрасила волосы в красный цвет, а также не использовала макияж для маскировки акне; она посчитала фильм «хорошей возможностью для того, чтобы лицо подростка в действительности выглядело как лицо подростка». Гервиг, используя метод, которому она научилась у Ребекки Миллер, прибывала на съёмки на час раньше остальных, заранее объясняя команде фильма, как пройдёт день. Она также запретила использовать на съёмочной площадке смартфоны, взяв эту идею у Ноя Баумбаха.

## Релиз
В июле 2017 года компания A24 приобрела дистрибьюторские права на фильм. Мировая премьера картины состоялась 1 сентября 2017 года на Международном кинофестивале в Теллуриде. Он также был показан на Международном кинофестивале в Торонто 8 сентября 2017 года и Нью-Йоркском кинофестивале 8 октября 2017 года. Права на международный прокат получила компания Focus Features. Премьера фильма в кинотеатрах на территории США состоялась 3 ноября 2017 года, 16 февраля 2018 года в Великобритании, 23 февраля 2018 года в Ирландии, а также 15 марта 2018 года в России.

### Сборы
«Леди Бёрд» собрал в США и Канаде $49 млн, в остальных странах — $30 млн. Общемировые сборы достигли $79 млн при бюджете в $10 млн. Он стал самым доходным фильмом студии A24 в американском прокате, опередив по данному показателю предыдущий хит этой продюсерской компании «Лунный свет» (2016), собравший $27,8 млн.

### Критика
Фильм получил признание кинокритиков. На сайте Rotten Tomatoes фильм имеет рейтинг 99 % на основе 375 рецензий со средним баллом 8,75 из 10. На сайте Metacritic фильм имеет оценку 94 из 100 на основе 50 рецензий критиков, что соответствует статусу «всеобщее признание».

### Награды и номинации
| Награды и номинации                      | Награды и номинации | Награды и номинации                                         | Награды и номинации    | Награды и номинации | Награды и номинации |
| Награда                                  | Год                 | Категория                                                   | Номинант               | Результат           | Прим.               |
| ---------------------------------------- | ------------------- | ----------------------------------------------------------- | ---------------------- | ------------------- | ------------------- |
| AACTA Awards                             | 2018                | Лучший фильм                                                | «Леди Бёрд»            | Номинация           | [ 36 ]              |
| AACTA Awards                             | 2018                | Лучший режиссёр                                             | Грета Гервиг           | Номинация           | [ 36 ]              |
| AACTA Awards                             | 2018                | Лучшая женская роль                                         | Сирша Ронан            | Номинация           | [ 36 ]              |
| AACTA Awards                             | 2018                | Лучшая женская роль второго плана                           | Лори Меткалф           | Номинация           | [ 36 ]              |
| AACTA Awards                             | 2018                | Лучший сценарий                                             | Грета Гервиг           | Номинация           | [ 36 ]              |
| Оскар                                    | 2018                | Лучший фильм                                                | «Леди Бёрд»            | Номинация           |                     |
| Оскар                                    | 2018                | Лучший режиссёр                                             | Грета Гервиг           | Номинация           |                     |
| Оскар                                    | 2018                | Лучшая женская роль                                         | Сирша Ронан            | Номинация           |                     |
| Оскар                                    | 2018                | Лучшая женская роль второго плана                           | Лори Меткалф           | Номинация           |                     |
| Оскар                                    | 2018                | Лучший оригинальный сценарий                                | Грета Гервиг           | Номинация           |                     |
| Американский институт киноискусства      | 2017                | Десять лучших фильмов                                       | «Леди Бёрд»            | Победа              | [ 37 ]              |
| BAFTA                                    | 2018                | Лучшая женская роль                                         | Сирша Ронан            | Номинация           |                     |
| BAFTA                                    | 2018                | Лучшая женская роль второго плана                           | Лори Меткалф           | Номинация           |                     |
| BAFTA                                    | 2018                | Лучший оригинальный сценарий                                | Грета Гервиг           | Номинация           |                     |
| Общество кинокритиков Бостона            | 2017                | Лучшая женская роль второго плана                           | Лори Меткалф           | Победа              | [ 38 ]              |
| Общество кинокритиков Бостона            | 2017                | Лучший сценарий                                             | Грета Гервиг           | Победа              | [ 38 ]              |
| Ассоциация кинокритиков Чикаго           | 2017                | Лучший фильм                                                | «Леди Бёрд»            | Победа              | [ 39 ] [ 40 ]       |
| Ассоциация кинокритиков Чикаго           | 2017                | Лучший режиссёр                                             | Грета Гервиг           | Номинация           | [ 39 ] [ 40 ]       |
| Ассоциация кинокритиков Чикаго           | 2017                | Лучшая женская роль                                         | Сирша Ронан            | Победа              | [ 39 ] [ 40 ]       |
| Ассоциация кинокритиков Чикаго           | 2017                | Лучшая женская роль второго плана                           | Лори Меткалф           | Победа              | [ 39 ] [ 40 ]       |
| Ассоциация кинокритиков Чикаго           | 2017                | Лучший оригинальный сценарий                                | Грета Гервиг           | Номинация           | [ 39 ] [ 40 ]       |
| Ассоциация кинокритиков Чикаго           | 2017                | Наиболее многообещающий режиссёр                            | Грета Гервиг           | Победа              | [ 39 ] [ 40 ]       |
| Critics’ Choice Movie Awards             | 2018                | Лучший фильм                                                | «Леди Бёрд»            | Номинация           | [ 41 ]              |
| Critics’ Choice Movie Awards             | 2018                | Лучший режиссёр                                             | Грета Гервиг           | Номинация           | [ 41 ]              |
| Critics’ Choice Movie Awards             | 2018                | Лучшая женская роль                                         | Сирша Ронан            | Номинация           | [ 41 ]              |
| Critics’ Choice Movie Awards             | 2018                | Лучшая женская роль второго плана                           | Лори Меткалф           | Номинация           | [ 41 ]              |
| Critics’ Choice Movie Awards             | 2018                | Лучший актёрский состав                                     | каст «Леди Бёрд»       | Номинация           | [ 41 ]              |
| Critics’ Choice Movie Awards             | 2018                | Лучший оригинальный сценарий                                | Грета Гервиг           | Номинация           | [ 41 ]              |
| Critics’ Choice Movie Awards             | 2018                | Лучшая комедия                                              | «Леди Бёрд»            | Номинация           | [ 41 ]              |
| Critics’ Choice Movie Awards             | 2018                | Лучшая актриса комедии                                      | Сирша Ронан            | Номинация           | [ 41 ]              |
| Ассоциация кинокритиков Даллас-Форт-Уэрт | 2017                | Лучший сценарий                                             | Грета Гервиг           | Победа              | [ 42 ]              |
| Международный кинофестиваль в Денвере    | 2017                | Rare Pearl Award                                            | Грета Гервиг           | Победа              | [ 43 ]              |
| Общество кинокритиков Детройта           | 2017                | Лучший режиссёр                                             | Грета Гервиг           | Номинация           | [ 44 ]              |
| Общество кинокритиков Детройта           | 2017                | Лучшая женская роль                                         | Сирша Ронан            | Номинация           | [ 44 ]              |
| Общество кинокритиков Детройта           | 2017                | Лучшая женская роль второго плана                           | Лори Меткалф           | Номинация           | [ 44 ]              |
| Общество кинокритиков Детройта           | 2017                | Лучший актёрский состав                                     | каст «Леди Бёрд»       | Номинация           | [ 44 ]              |
| Общество кинокритиков Детройта           | 2017                | Лучший сценарий                                             | Грета Гервиг           | Номинация           | [ 44 ]              |
| Золотой глобус                           | 2018                | Лучший фильм — комедия или мюзикл                           | «Леди Бёрд»            | Победа              | [ 45 ]              |
| Золотой глобус                           | 2018                | Лучшая женская роль — комедия или мюзикл                    | Сирша Ронан            | Победа              | [ 45 ]              |
| Золотой глобус                           | 2018                | Лучшая женская роль второго плана                           | Лори Меткалф           | Номинация           | [ 45 ]              |
| Золотой глобус                           | 2018                | Лучший сценарий                                             | Грета Гервиг           | Номинация           | [ 45 ]              |
| Gotham Awards                            | 2017                | Лучшая женская роль                                         | Сирша Ронан            | Победа              | [ 46 ]              |
| Gotham Awards                            | 2017                | Лучший сценарий                                             | Грета Гервиг           | Победа              | [ 46 ]              |
| Gotham Awards                            | 2017                | Режиссёрский прорыв года                                    | Грета Гервиг           | Номинация           | [ 46 ]              |
| Hollywood Music in Media Awards          | 2017                | Outstanding Music Supervision — Фильм                       | Брайан Росс            | Победа              | [ 47 ]              |
| Общество кинокритиков Хьюстона           | 2018                | Лучший фильм                                                | «Леди Бёрд»            | Победа              | [ 48 ]              |
| Общество кинокритиков Хьюстона           | 2018                | Лучший режиссёр                                             | Грета Гервиг           | Победа              | [ 48 ]              |
| Общество кинокритиков Хьюстона           | 2018                | Лучшая женская роль                                         | Сирша Ронан            | Номинация           | [ 48 ]              |
| Общество кинокритиков Хьюстона           | 2018                | Лучшая женская роль второго плана                           | Лори Меткалф           | Номинация           | [ 48 ]              |
| Общество кинокритиков Хьюстона           | 2018                | Лучший сценарий                                             | Грета Гервиг           | Победа              | [ 48 ]              |
| Независимый дух                          | 2018                | Лучший фильм                                                | «Леди Бёрд»            | Номинация           | [ 49 ]              |
| Независимый дух                          | 2018                | Лучшая женская роль                                         | Сирша Ронан            | Номинация           | [ 49 ]              |
| Независимый дух                          | 2018                | Лучшая женская роль второго плана                           | Лори Меткалф           | Номинация           | [ 49 ]              |
| Независимый дух                          | 2018                | Лучший сценарий                                             | Грета Гервиг           | Победа              | [ 49 ]              |
| Ассоциация кинокритиков Лос-Анджелеса    | 2017                | Лучшая женская роль второго плана                           | Лори Меткалф           | Победа              | [ 50 ]              |
| Ассоциация кинокритиков Лос-Анджелеса    | 2017                | Новое поколение                                             | Грета Гервиг           | Победа              | [ 50 ]              |
| Кинофестиваль в Милл-Валли               | 2017                | Кинематограф США: Зрительское признание — Серебряная премия | Грета Гервиг           | Победа              | [ 51 ]              |
| Национальный совет кинокритиков США      | 2017                | Десять лучших фильмов                                       | «Леди Бёрд»            | Победа              | [ 52 ]              |
| Национальный совет кинокритиков США      | 2017                | Лучший режиссёр                                             | Грета Гервиг           | Победа              | [ 52 ]              |
| Национальный совет кинокритиков США      | 2017                | Лучшая женская роль второго плана                           | Лори Меткалф           | Победа              | [ 52 ]              |
| New York Film Critics Circle             | 2017                | Лучший фильм                                                | «Леди Бёрд»            | Победа              | [ 53 ]              |
| New York Film Critics Circle             | 2017                | Лучшая женская роль                                         | Грета Гервиг           | Победа              | [ 53 ]              |
| Онлайн-кинокритики Нью-Йорка             | 2017                | Десять лучших фильмов                                       | «Леди Бёрд»            | Победа              | [ 54 ]              |
| Международный кинофестиваль Палм-Спрингс | 2017                | Desert Palm Achievement Award                               | Сирша Ронан            | Победа              | [ 55 ]              |
| Общество кинокритиков Сан-Диего          | 2017                | Лучший фильм                                                | «Леди Бёрд»            | 2-е место           | [ 56 ] [ 57 ]       |
| Общество кинокритиков Сан-Диего          | 2017                | Лучший режиссёр                                             | Грета Гервиг           | Победа              | [ 56 ] [ 57 ]       |
| Общество кинокритиков Сан-Диего          | 2017                | Лучшая женская роль                                         | Сирша Ронан            | Номинация           | [ 56 ] [ 57 ]       |
| Общество кинокритиков Сан-Диего          | 2017                | Лучшая женская роль второго плана                           | Лори Меткалф           | Победа              | [ 56 ] [ 57 ]       |
| Общество кинокритиков Сан-Диего          | 2017                | Лучший оригинальный сценарий                                | Грета Гервиг           | 2-е место           | [ 56 ] [ 57 ]       |
| Общество кинокритиков Сан-Диего          | 2017                | Художественный прорыв                                       | Грета Гервиг           | Номинация           | [ 56 ] [ 57 ]       |
| Общество кинокритиков Сан-Диего          | 2017                | Лучший актёрский состав                                     | каст «Леди Бёрд»       | Номинация           | [ 56 ] [ 57 ]       |
| Общество кинокритиков Сан-Франциско      | 2017                | Лучший режиссёр                                             | Грета Гервиг           | Номинация           | [ 58 ]              |
| Общество кинокритиков Сан-Франциско      | 2017                | Лучшая женская роль                                         | Сирша Ронан            | Номинация           | [ 58 ]              |
| Общество кинокритиков Сан-Франциско      | 2017                | Лучшая женская роль второго плана                           | Лори Меткалф           | Победа              | [ 58 ]              |
| Общество кинокритиков Сан-Франциско      | 2017                | Лучший оригинальный сценарий                                | Грета Гервиг           | Номинация           | [ 58 ]              |
| Спутник                                  | 2018                | Авторская премия                                            | Грета Гервиг           | Победа              | [ 59 ]              |
| Спутник                                  | 2018                | Лучший фильм                                                | «Леди Бёрд»            | Номинация           | [ 59 ]              |
| Спутник                                  | 2018                | Лучший режиссёр                                             | Грета Гервиг           | Номинация           | [ 59 ]              |
| Спутник                                  | 2018                | Лучшая женская роль                                         | Сирша Ронан            | Номинация           | [ 59 ]              |
| Спутник                                  | 2018                | Лучшая женская роль второго плана                           | Лори Меткалф           | Номинация           | [ 59 ]              |
| Спутник                                  | 2018                | Лучший оригинальный сценарий                                | Грета Гервиг           | Номинация           | [ 59 ]              |
| Спутник                                  | 2018                | Лучшая операторская работа                                  | Сэм Леви               | Номинация           | [ 59 ]              |
| Премия Гильдии киноактёров США           | 2018                | Лучшая женская роль                                         | Сирша Ронан            | Номинация           | [ 60 ]              |
| Премия Гильдии киноактёров США           | 2018                | Лучшая женская роль второго плана                           | Лори Меткалф           | Номинация           | [ 60 ]              |
| Премия Гильдии киноактёров США           | 2018                | Лучший актёрский состав в игровом кино                      | каст «Леди Бёрд»       | Номинация           | [ 60 ]              |
| Общество кинокритиков Сиэтла             | 2018                | Лучший фильм                                                | «Леди Бёрд»            | Номинация           | [ 61 ]              |
| Общество кинокритиков Сиэтла             | 2018                | Лучший режиссёр                                             | Грета Гервиг           | Номинация           | [ 61 ]              |
| Общество кинокритиков Сиэтла             | 2018                | Лучшая женская роль                                         | Сирша Ронан            | Победа              | [ 61 ]              |
| Общество кинокритиков Сиэтла             | 2018                | Лучшая женская роль второго плана                           | Лори Меткалф           | Победа              | [ 61 ]              |
| Общество кинокритиков Сиэтла             | 2018                | Лучший сценарий                                             | Грета Гервиг           | Победа              | [ 61 ]              |
| Общество кинокритиков Сиэтла             | 2018                | Лучший монтаж                                               | Ник Хюи                | Номинация           | [ 61 ]              |
| Общество кинокритиков Сиэтла             | 2018                | Лучший актёрский состав                                     | каст «Леди Бёрд»       | Номинация           | [ 61 ]              |
| Ассоциация кинокритиков Сент-Луиса       | 2018                | Лучший фильм                                                | «Леди Бёрд»            | Номинация           | [ 62 ]              |
| Ассоциация кинокритиков Сент-Луиса       | 2018                | Лучший режиссёр                                             | Грета Гервиг           | Номинация           | [ 62 ]              |
| Ассоциация кинокритиков Сент-Луиса       | 2018                | Лучшая женская роль                                         | Сирша Ронан            | Номинация           | [ 62 ]              |
| Ассоциация кинокритиков Сент-Луиса       | 2018                | Лучшая женская роль второго плана                           | Лори Меткалф           | Победа              | [ 62 ]              |
| Ассоциация кинокритиков Сент-Луиса       | 2018                | Лучший сценарий                                             | Грета Гервиг           | Номинация           | [ 62 ]              |
| Ассоциация кинокритиков Сент-Луиса       | 2018                | Лучшая сцена                                                | Тренер, снимающий бурю | Номинация           | [ 62 ]              |
| Ассоциация кинокритиков Торонто          | 2017                | Лучший режиссёр                                             | Грета Гервиг           | Победа              | [ 63 ]              |
| Ассоциация кинокритиков Торонто          | 2017                | Лучшая женская роль                                         | Сирша Ронан            | 2-е место           | [ 63 ]              |
| Ассоциация кинокритиков Торонто          | 2017                | Лучшая женская роль второго плана                           | Лори Меткалф           | Победа              | [ 63 ]              |
| Ассоциация кинокритиков Торонто          | 2017                | Лучший сценарий                                             | Грета Гервиг           | 2-е место           | [ 63 ]              |
| Ассоциация кинокритиков Вашингтона       | 2017                | Лучший фильм                                                | «Леди Бёрд»            | Номинация           |                     |
| Ассоциация кинокритиков Вашингтона       | 2017                | Лучший режиссёр                                             | Грета Гервиг           | Номинация           |                     |
| Ассоциация кинокритиков Вашингтона       | 2017                | Лучшая женская роль                                         | Сирша Ронан            | Номинация           |                     |
| Ассоциация кинокритиков Вашингтона       | 2017                | Лучшая женская роль второго плана                           | Лори Меткалф           | Победа              |                     |
| Ассоциация кинокритиков Вашингтона       | 2017                | Лучший оригинальный сценарий                                | Грета Гервиг           | Номинация           |                     |